# Clio (Alabama)
Pour les articles homonymes, voir Clio (homonymie).
La ville de Clio est située dans le comté de Barbour, dans l’État de l’Alabama, aux États-Unis. Sa population s’élevait à 1 399 habitants lors du recensement de 2010, estimée à 1 476 habitants en 2017.

## Démographie
| 1900 | 1910 | 1920 | 1930 | 1940 | 1950 | 1960 | 1970  |
| ---- | ---- | ---- | ---- | ---- | ---- | ---- | ----- |
| 326  | 580  | 838  | 867  | 841  | 840  | 929  | 1 065 |

| 1980  | 1990  | 2000  | 2010  | - | - | - | - |
| ----- | ----- | ----- | ----- | - | - | - | - |
| 1 224 | 1 365 | 2 206 | 1 399 | - | - | - | - |

## Personnalité liée à la ville
L’homme politique George Wallace est né à Clio en 1919.

## Source
- (en) Cet article est partiellement ou en totalité issu de l’article de Wikipédia en anglais intitulé « Clio, Alabama » (voir la liste des auteurs).